# باشگاه فوتبال زنان آینتراخت فرانکفورت
باشگاه فوتبال آینتراخت فرانکفورت یکی از باشگاه‌های فوتبال زنان واقع در فرانکفورت آلمان است.
این تیم در بوندس‌لیگا بازی می‌کند. این تیم از سال ۱۹۹۸ تا ۲۰۲۰ با نام
۱. اف اف سی فرانکفورت شناخته می‌شد.
تیم آینتراخت تا کنون هفت عنوان قهرمانی لیگ فوتبال زنان آلمان را بدست آورده‌است. این تیم
در نه دورهٔ جام حذفی فوتبال آلمان به قهرمانی رسیده‌است و چهار عنوان قهرمانی لیگ قهرمانان اروپای زنان را در کارنامهٔ خود دارد.

## افتخارات
- بوندس‌لیگا

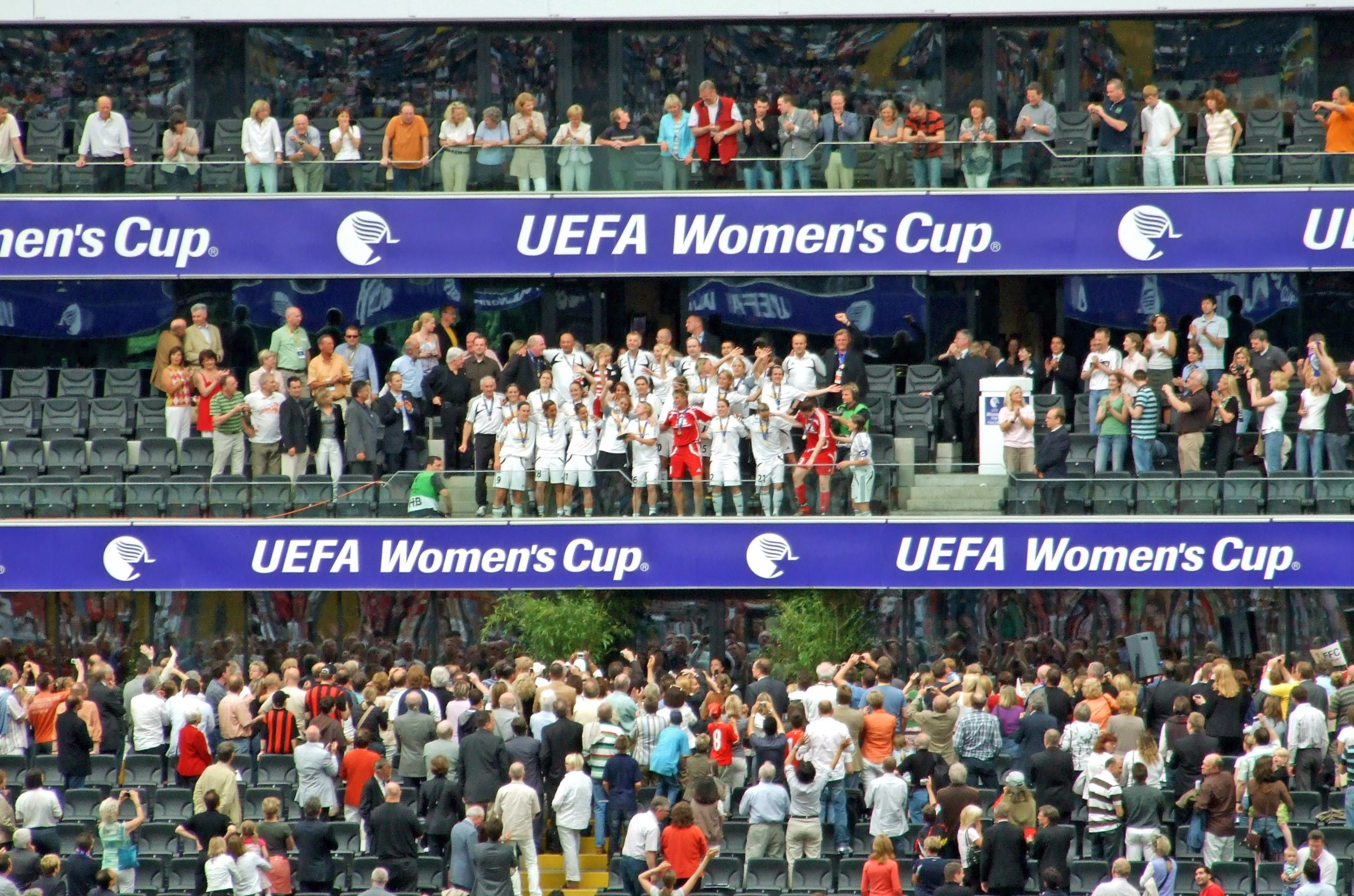
جام لیگ قهرمانان اروپای زنان در دستان بازیکنان.

  - سالهای ۱۹۹۹, ۲۰۰۱, ۲۰۰۲, ۲۰۰۳, ۲۰۰۵, ۲۰۰۷, ۲۰۰۸
- جام حذفی آلمان
  - ۱۹۹۹, ۲۰۰۰, ۲۰۰۱, ۲۰۰۲, ۲۰۰۳, ۲۰۰۷, ۲۰۰۸, ۲۰۱۱, ۲۰۱۴
- DFB-Hallenpokal
  - ۱۹۹۷, ۱۹۹۸, ۱۹۹۹, ۲۰۰۲, ۲۰۰۳, ۲۰۰۸, ۲۰۱۲
- لیگ قهرمانان اروپا زنان
  - سالهای ۲۰۰۲, ۲۰۰۶, ۲۰۰۸, ۲۰۱۵